# والنتین ولوشینوف
والنتین نیکولاویچ ولوشینوف (زادهٔ ۱۸ ژوئن ۱۸۹۵ در سن پترزبورگ – درگذشتهٔ ۱۳ ژوئن ۱۹۳۶ در لنین گراد) (به انگلیسی: Valentin Nikolaevich Voloshinov) (به روسی: Валенти́н Никола́евич Воло́шинов) زبان‌شناس اهل اتحاد جماهیر شوروی سابق بود که آثارش در حوزه نظریه ادبی و نظریه مارکسیستی ایدئولوژی بسیار تأثیرگذار بوده‌است.
او در دهه بیست قرن بیستم میلادی کتابی به نام «مارکسیسم و فلسفه زبان» منتشر ساخت. او در این کتاب یافته‌های زبان‌شناسی را وارد مباحث مارکسیسم کرد.